# Pesti Hírlap (napilap, 1878–1944)
A Pesti Hírlap 1878-tól jelent meg 1944-ig. Tulajdonosa a Légrády Testvérek cég, főszerkesztője 1896-ig Légrády Károly volt. A mérsékelten konzervatív lap az első világháború idején közel félmilliós példányszámot ért el.

## Indulása
1878. december 25-én Légrády Károly elindította az első egyértelműen üzleti alapon álló újságot. Az első héten még ingyen mutatványszámokat adtak ki (ezekben még nem szerepeltek apróhirdetések), az első tényleges száma 1879. január 1-jén jelent meg. A pártpolitikától távol tartotta magát, hogy minél nagyobb olvasóközönséget szólíthasson meg. A lapalapításhoz a kaució egy részét Tisza Kálmán tette le. Ekkoriban lett a lap a liberális polgárság kedvelt és színvonalas napilapja. Indulásától a századfordulóig megbízhatóan kormánypárti volt, Széll Kálmán miniszterelnökségétől kezdve viszont ellenzéki vizekre evezett.

### Újításai
A Pesti Hírlap legfőbb újdonsága az volt, hogy – szakítva a hagyománnyal – nem a szerkesztőség, hanem a kiadó laptulajdonos szabta meg a lap szellemét. Ez 1881-ben vált világossá, mikor Légrády Károly felszólalt a fővárosi törvényhatósági ülésen, s a másnapi lapszámban nem engedett egy, az előző napi beszédével ellentétes szellemű cikket közölni. Erre válaszul a teljes szerkesztőség kilépett, s később ők alapították meg a Budapesti Hírlapot, mely elődjével rivalizált. Légrádyék pedig másik szerkesztőséget toboroztak. Az új főszerkesztő Borostyáni Nándor lett. Erről a változásról a hírlap soha nem írt érdemben semmit.
A többi laphoz képest újdonság volt állandó rovatbeosztása, a kisebb, berlini formátum (47×32 cm) használata is. (A korabeli újságokhoz képest fele méretben és kétszeres terjedelemben – 8 helyett 16 oldal - és felvágva került az olvasókhoz). Az apróhirdetés is itt jelent meg először, ez valószínűleg ifjabb Légrády Károly nevéhez kapcsolódik. A Pesti Hírlap a jelentős európai fővárosokban szerződtetett tudósítókat működtetett (Horn Gusztáv – London, Perlaky Elek – Berlin, Lafond úr – Párizs).

## Szerkesztői
- Csukássy József (Győr, 1841. február 12. – Budapest, 1891. május 27.)

A lap első szerkesztője. Magyar publicista, hírlapszerkesztő, műfordító. Számos lapot szerkesztett, a Budapesti Hirlap című politikai napilapnak egyik alapítója, tulajdonos kiadója és szerkesztője volt 1881. június 6-tól haláláig. Győrött és Sopronban tanult, majd Bécsben és Pesten jogot hallgatott. 1866 tavaszán nőül vette Zmeskál Arankát, Győr volt polgármesterének leányát és vele Pestre költözött. 1889 telén orvosai gyógyíthatatlan szívbajt állapítottak meg nála. Utolsó két telet Meránban töltötte, majd 1891-ben ismét hazajött.
- Borostyáni Nándor (Szeged, 1848. január 14. – Párizs, 1902. augusztus 5.)

Újságíró, író, a lap következő főszerkesztője. Tanulmányait a szegedi gimnáziumban és a budapesti egyetem jogi és bölcsészeti karán végezte. Hírlapírói pályáján mindig ellenzéki álláspontot foglalt el. A fúzió után a nagy lapoktól megvált és ellenzéki, demokratikus szellemben több lapnak is a szerkesztője volt. Szerkesztői tevékenységén kívül számos politikai, társadalmi, szépirodalmi cikkeket és tárcákat irt; dolgozott németül is.
- Kenedi Géza a kormány felé hajlott inkább, ezért 1902-ben megvált a laptól.
- Légrády Imre, Légrády Károly fia lett a következő főszerkesztő. Az ő idejében vált a szélső nacionalizmus és irredentizmus lapjává a Pesti Hírlap. 1910-ben megvakult, ekkor le akart mondani posztjáról, ám lebeszélték róla, így előbb
- Schmittely József segédszerkesztővel, majd
- Lenkey Gusztávval dolgoztak együtt a hírlapon.
- Légrády Ottó 1919-ben, testvére visszavonulásakor vette át a lap vezetését, mellette Lenkey maradt a felelős szerkesztő.
- Benda Jenő 1936-ban Lenkey utódaként került az újsághoz, de az első zsidótörvény miatt hamar el kell hagynia a szerkesztőséget.
- Berecz Lajos (Szentes, 1899 – Budapest, 1984)

Három gyermekes polgári család legifjabb gyermekeként Szentesen majd Budapesten tanult. Fivérei Sándor és László. A Pázmány Péter Tudományegyetemen jogi diplomát szerzett. 1925-ben házasodott meg, felesége Izsó Ilona. 1926-ban gyermekük született (ifj. Berecz Lajos). Újságíróként, tudósítóként dolgozott. A Pesti Hírlap szerkesztője, majd 1944 tavaszától főszerkesztője volt. A második világháborút követően nyugdíjazták, ezután felhagyott az újságírással. 1957-től magántanárként angol, német, francia és orosz nyelvet oktatott. Emlékiratait örököse az Országos Levéltárnak adományozta.

### Munkatársai
Viszonylag kevéssé ismert rovatvezetőket, ám a legnevesebb publicistákat és írókat (Mikszáth Kálmán, Tóth Béla, Molnár Ferenc, Herczeg Ferenc, Heltai Jenő stb.) alkalmazta a Pesti Hírlap. Eleinte névtelenül vagy álnéven írták a cikkeket, majd a Budapesti Hírlappal való csatározás során kezdték szignálni írásaikat. Vezércikkírói Eötvös Károly, Hoffmann Pál, Lukács Béla és Pulszky Ferenc voltak. 1902-től Maróczy Géza nemzetközi sakknagymester vezetésével a Pesti Hírlap Sakkrovatában közöltek elsőként sakkhíreket és diagramokat napilapban. Az 1920-as, 1930-as években a Pesti Hírlap jobban fizette újságíróit és szerkesztőit, mint a többi lap. Ha azok felvették az örökös Pesti Hírlap stílust, örökös stallumuk volt. A korszak jeles írói voltak: Gulácsy Irén, Harsányi Zsolt, Márai Sándor, Hegedűs Lóránd, Herczeg Ferenc, Kosztolányi Dezső, Molnár Ferenc. Gáspár Margit is írt az újságba Gáspár Miklós álnéven. A Károlyi-kormánytól fogva egyre fontosabb szerepe volt a lapnál Fehérvári Arnold hangoskodónak, aki mindig az aktuális hatalomnak megfelelő meggyőződéssel írt.

## Botrányok
1902. február 15-én felmondtak Jókainak. Az írót az egész sajtó védelmébe vette. Az ok valószínűleg Jókai második házassága miatt megtépázottnak tűnő népszerűsége lehetett.
Az 1905-ös választáson az ellenzék nyert, a hírlap pedig az általános szavazójog, a munkásság és a szociáldemokraták ellen emelte fel szavát. Ennek eredménye volt az a tüntetés és sajtósztrájk, melyet a Pesti Hírlap megtört. Erre tüntetők támadták meg a koalíciós szemléletű Pesti Hírlap épületét, és a földszinten nagy pusztítást végeztek.
1906. január 2-án a Debrecenbe érkező Kovács Gusztávot, Hajdú vármegye frissen kinevezett főispánját a pályaudvaron rá váró csoportok meglincselték. Súlyosan sérüléseivel túlélte, lemondott és visszatért a fővárosba. A hírlap örvendezve számolt be másnap az eseményekről, mire nagy felháborodás volt a válasz. Az események kivizsgálására Boda Dezső budapesti rendőrfőkapitány ment Debrecenbe, több századnyi odarendelt katona támogatásával.
A békét 1906-ban Wekerle Sándor koalíciós kormánya hozta el. Ez a kormány nagy fokú jóindulatot élvezett a laptól addig, amíg az ország meg nem csömörlött a koalíciós politikától. Ekkor újra megtalálták ellenzéki hangjukat.
Újabb botrányt jelentett, mikor 1919. január 23-án a munkásságról azt írták, nem dolgoznak, mert egyszerűbb segélyből élniük. Másnap tüntetés volt és betörtek a kiadóhivatalba, összetörtek a földszinten mindent. „Adjon kenyeret a Pesti Hírlap!” – kiáltozták.

### Háborús évek
- A háború alatt az újság végig hazafias szellemű volt, méltatta a magyar vitézséget és harcikészséget. Ekkoriban népszerűsége nagyon megnőtt, 1910-re elérte a 60 ezres példányszámot, az első világháború alatt pedig egy-egy nap a félmilliós megjelenést. Ezt a sikert csak Az Est szárnyalta túl. Külföldre is küldtek tudósítókat.
- A Tanácsköztársaság ideje alatt (1919. május 14-től szeptember 28-ig) a hírlap kiadása szünetelt.
- Kezdettől fogva buzgón támogatta a lap a Horthy-rendszert. „Szatócsok lapja”, mondták róla, mivel még a csekély jelentőségű irredenta mozgalmak is helyet kaptak hasábjain. Légrády Ottó külföldön is propaganda hadjáratot vezetett: angol, francia és olasz nyelvű Pesti Hírlapot is szerkesztett a béketárgyalások alatt, majd különböző, a külföldnek szóló, a trianoni békediktátum ellen tiltakozó vitairatokat és albumokat is készített. A Revíziós Liga, melynek elnöke Herczeg Ferenc lett, megalakulásától kezdve szócsőként használta a Pesti Hírlapot.
- A második világháború alatt az újság egyre szürkébb lett, de a lap túlélte a nyilas vezetést is, míg végül 1944. december 16-ától már nem jelent meg újabb száma.

## Melléklete
A harmincas évek újítása volt az országos napilapok nagy része által kiadott heti képes melléklet, amelyekhez az előfizetők kiadói kötéstáblákat is kaptak. Ezek a képes mellékletek a fényképezési technika nagyarányú fejlődését követően a fotóriporter-szakma kialakulását is elősegítették. Az ilyen mellékletekben bel- és külföldi képanyag is szerepelt, az újságok színezésükkel különültek el egymástól: a Magyarság melléklete zöld volt, a Pesti Hírlapé kék színű. A Pesti Hírlap Képes Mellékletét, mely 1925-től jelent meg, Ifj. Légrády Károly szerkesztette. Ebben a mellékletben hemzsegtek a nagy nevek: Kosztolányi Dezső, Rákosi Jenő, Herczeg Ferenc, Kosáryné Réz Lola, Hegedűs Lóránt, Nagy Lajos, Zelk Zoltán.

## Enciklopédiák a Pesti Hírlap kiadásában
- A Pesti Hírlap Lexikona. „A mindennapi élet és az összes ismeretek kézikönyve egy kötetben”, Budapest, a Pesti Hírlap kiadása, 1936. karácsony. (1174 oldal)[3]
- Az élet útmutatója. Szerzők: Gáspárné Dávid Margit, Wodetzky József, Zólyomi Bálint, ifj. Gonda Béla, Ernyei Frigyes, Misángyi Ottó, Ritlop Béla, Strömpl Gábor. Fő fejezetei: „A csillagos ég és a mindenség. A Föld és megismerése. A technika és az ipar csodái. Gázvédelem. Modern közlekedés. A jog birodalma. Sport. Társas érintkezés. Női divat. Életpályák. Férfi és nő a társadalomban. A virágos kert és növényei. Vásárlás. Az egészség lexikona.” Budapest, a Pesti Hírlap kiadása, 1937. október. (1188 oldal)[4]

- A Föld és lakói. Szerzők: Lányi Viktor, Germanus Gyula, Baktay Ervin, Révay József, Országh László, Kovács István, Bulla Béla és mások. 1192 oldal, 1350 mélynyomású fényképpel, nyolc színes térképmelléklettel. Budapest, a Pesti Hírlap R.t. kiadása, 1938/39.[5]

- Az ezeréves Magyarország. Szerzők: Lányi Viktor, Révay József, Bulla Béla, Vajthó László, Somogyi István, Gonda Béla, Kézdi-Kovács László, Koroknay István,[6] és mások. 1200 oldal, 1031 mélynyomású fényképpel és képpel, két színes térképmelléklettel. Budapest, a Pesti Hírlap R.t. kiadása, 1939. november.[7]

- A szépművészetek könyve. Szerzők: Barát Béla, Bárányné Oberschall Magda, Dobrovits Aladár, Voit Pál, ifj. Csemegi József. 1148 oldal, 1210 mélynyomású kép. Budapest, a Pesti Hírlap R.t. kiadása, 1940. december.[8]

## A Hírlap
1946. szeptember 1-jén még Hírlap néven rövid időre feltámadt a Légrády Testvérek tulajdonában levő újság. A szerkesztőbizottság elnöke Nagy Ferenc volt, majd Bónyi Adorján lett a felelős szerkesztő. A Hírlap a Független Kisgazda-, Földmunkás- és Polgári Párt lapja volt, mely szellemében szolid nacionalizmusával a Pesti Hírlaphoz hasonló maradt. Az államosítást még túlélte, de a politikai eseményeket már nem tudta követni – 1949 augusztusában végleg megszűnt.